# Wolfgang Theile
Wolfgang Theile (* 28. Januar 1937 in Elsterwerda; † 13. Juli 2018 in Ravensburg) war ein deutscher Romanist, Autor und Literaturwissenschaftler.

## Leben und Werk
Theile erlangte 1958 das Abitur in Wuppertal. Er studierte Romanistik und Anglistik an den Universitäten Marburg, Caen, Tübingen und Perugia. Mit der Arbeit René Ghil. Eine Analyse seiner Dichtung und theoretischen Schriften wurde er 1965 in Tübingen von Kurt Wais promoviert. Dann war er Wissenschaftlicher Assistent in Mannheim. 1972 habilitierte er sich dort bei Egon Huber mit der Schrift Die Racine-Kritik bis 1800. Kritikgeschichte als Funktionsgeschichte (München 1974) und vertrat von 1973 bis 1975 in Tübingen die Professur von Walter Mönch. 1977 wurde er in Mannheim zum Professor ernannt. Von 1978 bis zu seiner Emeritierung 2002 war er Professor für Romanische Literaturwissenschaft an der Universität Bamberg, von 1978 bis 1980 Dekan, von 1980 bis 1984 Senator. Er war Mitglied des Gründungsausschusses der Universität Erfurt (1992–1993).

## Werke
- René Ghil. Eine Analyse seiner Dichtung und theoretischen Schriften. Tübingen 1965.
- Die Racine-Kritik bis 1800. Kritikgeschichte als Funktionsgeschichte. W. Fink, München 1974.
- (Hrsg.) Racine. Wissenschaftliche Buchgesellschaft, Darmstadt 1976.
- Goldoni. Wissenschaftliche Buchgesellschaft, Darmstadt 1977.
- Immanente Poetik des Romans. Wissenschaftliche Buchgesellschaft, Darmstadt 1980.
- (Hrsg.) Literatur und die anderen Künste. Universität Bayreuth, Bayreuth 1982.
- (Hrsg. mit Johannes Hösle und Dieter Janik) Kurt Wais: Europäische Literatur im Vergleich. Gesammelte Aufsätze. Max Niemeyer Verlag, Tübingen 1983.
- (Hrsg. mit anderen) Commedia dell'arte. Harlekin auf den Bühnen Europas. Bamberg 1983.
- (Hrsg.) Commedia dell'arte. Geschichte.Theorie. Praxis. Harrassowitz, Wiesbaden 1997.
- Carlo Goldoni. Gesammelte Aufsätze 1972–2002. Kritik – Analyse – Kontext. Hrsg. von Irmgard Scharold. Die blaue Eule, Essen 2002.